# Pegomya spinaciae
Pegomya spinaciae este o specie de muște din genul Pegomya, familia Anthomyiidae. A fost descrisă pentru prima dată de Holmgren în anul 1880.
Este endemică în Sweden. Conform Catalogue of Life specia Pegomya spinaciae nu are subspecii cunoscute.